# John Kleber Oliveira da Silva
John Kleber Oliveira da Silva (Campo Mourão, Paraná, Brasil, 27 de enero del 2000) es un futbolista brasileño que juega como delantero en el Municipal Pérez Zeledón de la Liga Promérica de Costa Rica.

## Trayectoria
Inició su carrera en 2017 en el Ponte Preta. Aparte de su país natal, ha jugado en Uruguay con CA Juventud de Las Piedras  y Club Social y Deportivo Cooper; además de un breve paso por la Liga Premier de Kazajistán donde militó con el FC Zhenis.

## Estadísticas
- Actualizado al último partido disputado el 9 de octubre de 2024

| Club                                 | Div.                  | Temporada     | Liga  | Liga  | Estaduales | Estaduales | Copas Nacionales(1) | Copas Nacionales(1) | Torneos Internacionales (2) | Torneos Internacionales (2) | Total (3) | Total (3) | Promedio |
| Club                                 | Div.                  | Temporada     | Part. | Goles | Part.      | Goles      | Part.               | Goles               | Part.                       | Goles                       | Part.     | Goles     | Promedio |
| ------------------------------------ | --------------------- | ------------- | ----- | ----- | ---------- | ---------- | ------------------- | ------------------- | --------------------------- | --------------------------- | --------- | --------- | -------- |
| Ponte Preta · Brasil                 | 1.ª                   | 2017          | 1     | 0     |            |            | -                   | -                   | -                           | -                           | 1         | 0         | 0        |
| Ponte Preta · Brasil                 | Total club            | Total club    | 1     | 0     | 1          | 0          | 0                   | 0                   | 0                           | 0                           | 1         | 0         | 0        |
| Rio Branco Sport Club · Brasil       | Campeonato Paranaense | 2022          | 5     | 0     |            |            | -                   | -                   | -                           | -                           | 5         | 0         | 0        |
| Rio Branco Sport Club · Brasil       | Total club            | Total club    | 1     | 0     | 0          | 0          | 0                   | 0                   | 0                           | 0                           | 2         | 0         | 0        |
| Esporte Clube São José · Brasil      | Campeonato Gaúcho 1   | 2023          | 4     | 0     |            |            | -                   | -                   | -                           | -                           | 4         | 0         | 0        |
| Esporte Clube São José · Brasil      | Total club            | Total club    | 4     | 0     | 0          | 0          | 0                   | 0                   | 0                           | 0                           | 2         | 0         | 0        |
| CA Juventud de Las Piedras · Uruguay | Segunda División      | 2023          | 28    | 7     |            |            | -                   | -                   | -                           | -                           | 28        | 7         | 0        |
| CA Juventud de Las Piedras · Uruguay | Total club            | Total club    | 28    | 7     | 0          | 0          | 0                   | 0                   | 0                           | 0                           | 2         | 0         | 0        |
| FC Zhenis · Kazajistán               | Liga Premier          | 2024          | 2     | 0     |            |            | -                   | -                   | -                           | -                           | 2         | 0         | 0        |
| FC Zhenis · Kazajistán               | Total club            | Total club    | 28    | 7     | 0          | 0          | 0                   | 0                   | 0                           | 0                           | 2         | 0         | 0        |
| CSD Cooper · Uruguay                 | Segunda División      | 2024          | 9     | 0     |            |            | -                   | -                   | -                           | -                           | 9         | 0         | 0        |
| CSD Cooper · Uruguay                 | Total club            | Total club    | 28    | 7     | 0          | 0          | 0                   | 0                   | 0                           | 0                           | 2         | 0         | 0        |
| Municipal Pérez Zeledón · Costa Rica | Liga Promérica        | Clausura 2025 | 0     | 0     |            |            | -                   | -                   | -                           | -                           | 0         | 0         | 0        |
| Municipal Pérez Zeledón · Costa Rica | Total club            | Total club    | 28    | 7     | 0          | 0          | 0                   | 0                   | 0                           | 0                           | 2         | 0         | 0        |
| Total club                           | Total club            | 112           | 56    | 40    | 30         | 22         | 11                  | 40                  | 16                          | 214                         | 113       | 0.53      |          |
| Total carrera                        | Total carrera         | Total carrera | 512   | 285   | 40         | 30         | 81                  | 33                  | 156                         | 68                          | 789       | 416       | 0.53     |